# Andrea Palladio
Andrea Palladio (ur. 30 listopada 1508 w Padwie, zm. 19 sierpnia 1580 w Maser) – włoski architekt i teoretyk architektury.

## Życiorys
Urodził się w skromnej rodzinie rzemieślniczej, pod nazwiskiem Andrea di Pietro della Gondola, a zmienił je na Andrea Palladio pod wpływem swego mecenasa i poety, Gian Giorgio Trissino. Studiował architekturę, zabytki starożytnego Rzymu, dzieła architektów, takich jak Giulio Romano, Donato Bramante i Baldassare Peruzzi, a także dzieło Witruwiusza.
Pierwszym poważnym zadaniem powierzonym mu do realizacji była renowacja XV-wiecznego Palazzo della Ragione w Vicenzy, obejmująca nowy wystrój fasady, nową obudowę z krużgankami i przekrycie hali Palazzo ogromną, drewnianą kolebką o konstrukcji zbliżonej do odwróconego kadłuba fregaty w 1549 r. (tzw. Basilica Palladiana). W latach 1558 do 1566 zajmował się odbudową i dokończeniem budowy XV-wiecznej katedry w Vicenzy. Następne prace powstawały w tej samej okolicy. Były to rezydencje i budynki użyteczności publicznej, w tym pałace miejskie: Barbaran da Porto, Chiericati, Thiene, Porto, Valmarana, wille (pałace, rezydencje podmiejskie): Villa Capra zwana Villa Rotonda w Vicenzy czy Villa Foscari (zwana "la Malcontenta") w Mira koło Wenecji.
W okresie od 1560 do 1580 Palladio zbudował kilka kościołów w Wenecji, w tym: San Francesco della Vigna, San Giorgio Maggiore i Il Redentore. W 1567 zbudował drewniany (z galerią krytą dachem) most w Bassano del Grappa nad rzeką Brentą (odbudowany po zniszczeniach II wojny światowej). Ponadto zbudował murowany ceramiczny most wsparty na kamiennych kolebkach nad rzeką Tesiną w Torri di Quartesolo w 11 lat od pierwszych szkiców w 1569 r. (most wzorowany na antycznych konstrukcjach rzymskich). Jego ostatnim dziełem był Teatro Olimpico w Vicenzy, ukończony w pięć lat po śmierci architekta, w 1585.
Jako wczesny nowożytny architekt zawarł w formie traktatu i stosował systemowe zasady organizacji i projektowania przestrzeni rezydencjonalnych. Był pod wpływem architektury i starożytnej sztuki rzymskiej, wykorzystywał rozwiązania stosowane w budowlach antycznych.
Jest autorem traktatów o architekturze. Jego Cztery księgi o architekturze (wł. I quattro libri dell'architettura) stały się inspiracją dla twórców epoki klasycyzmu.
Silne oddziaływanie miały poglądy artysty w Anglii, gdzie jego dzieło wydano w 1709, a jego kontynuatorzy, Inigo Jones, Christopher Wren i inni, stworzyli styl zwany palladianizmem.

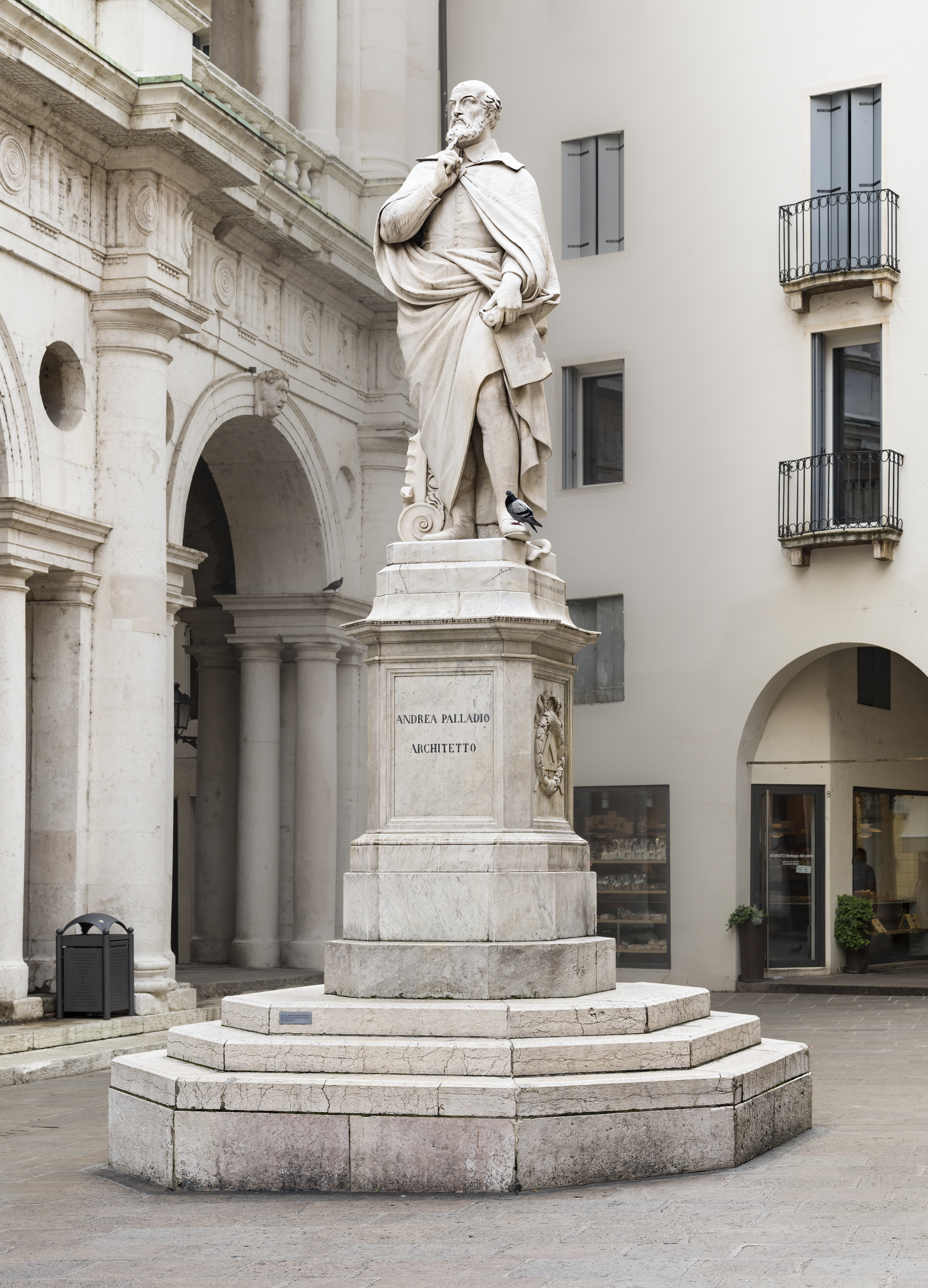
Andrea Palladio
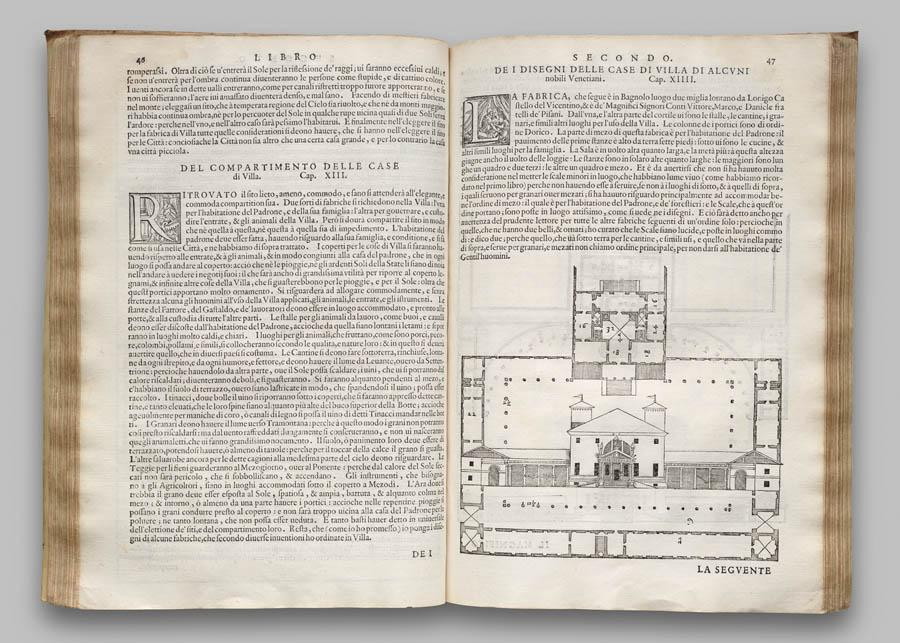
Jedna ze stron I Quattro Libri dell'Architettura
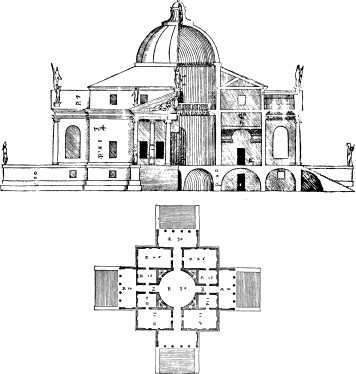
Rycina przedstawiająca Villa Rotonda
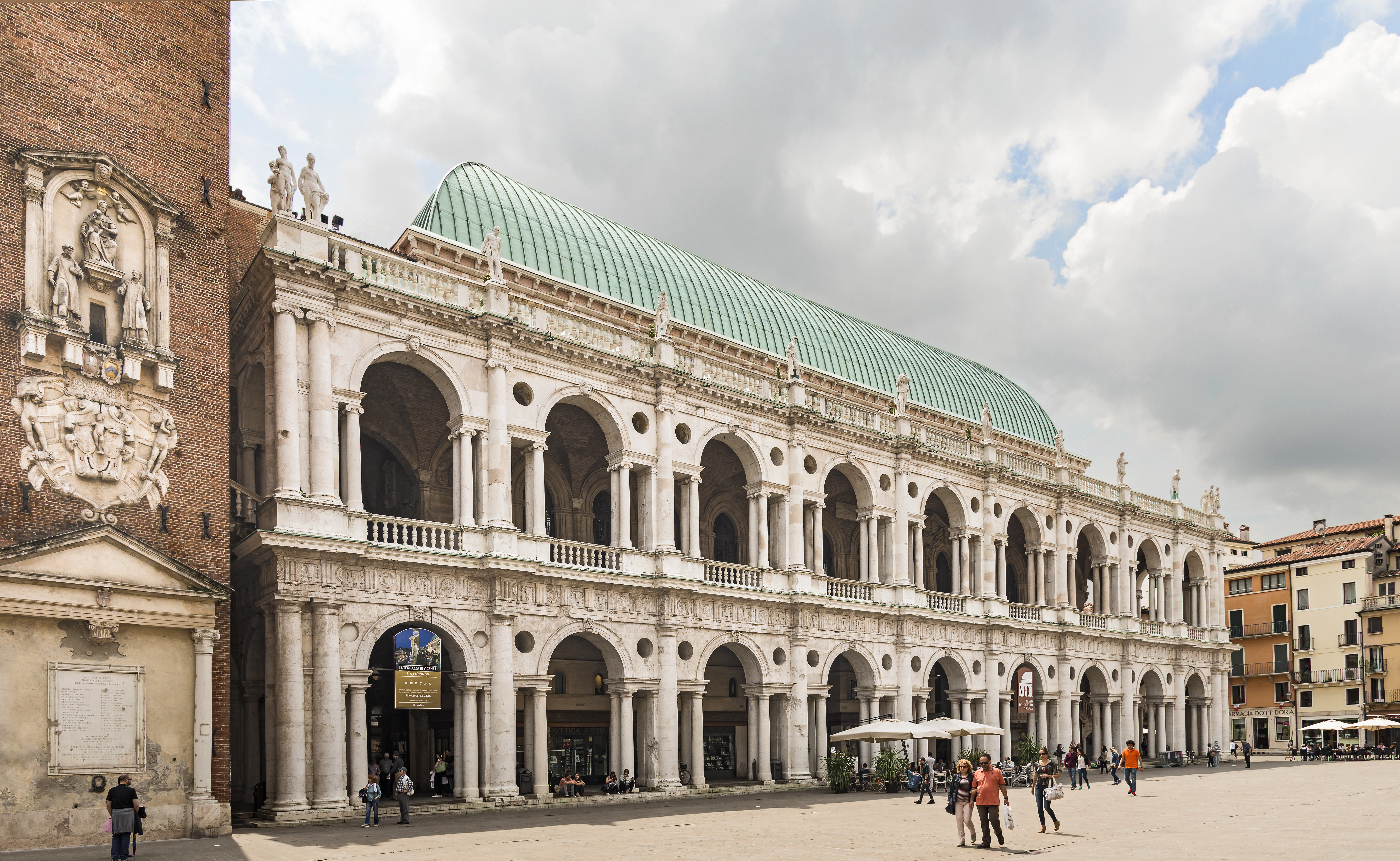
Basilica Palladiana
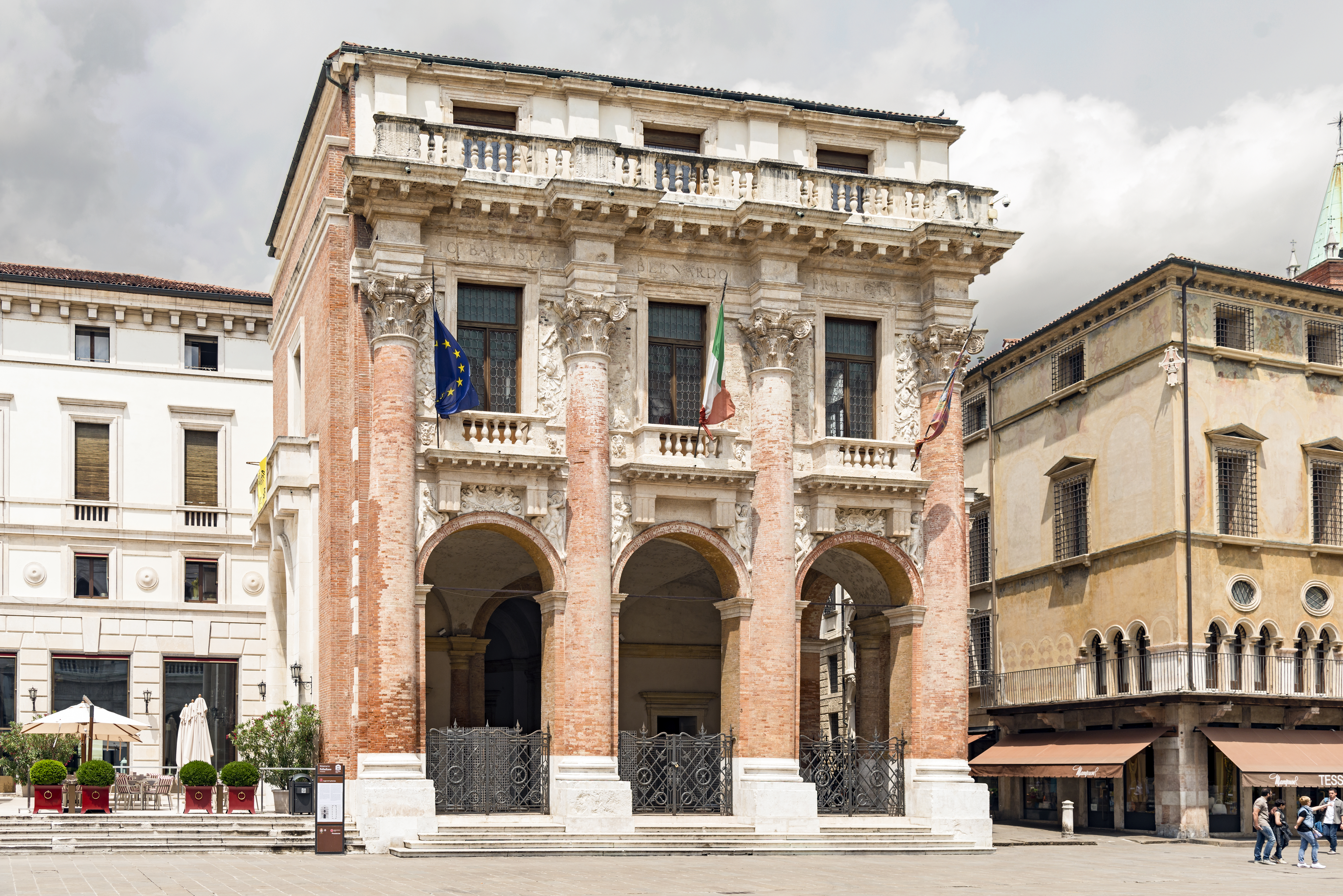
Palazzo del Capitanio
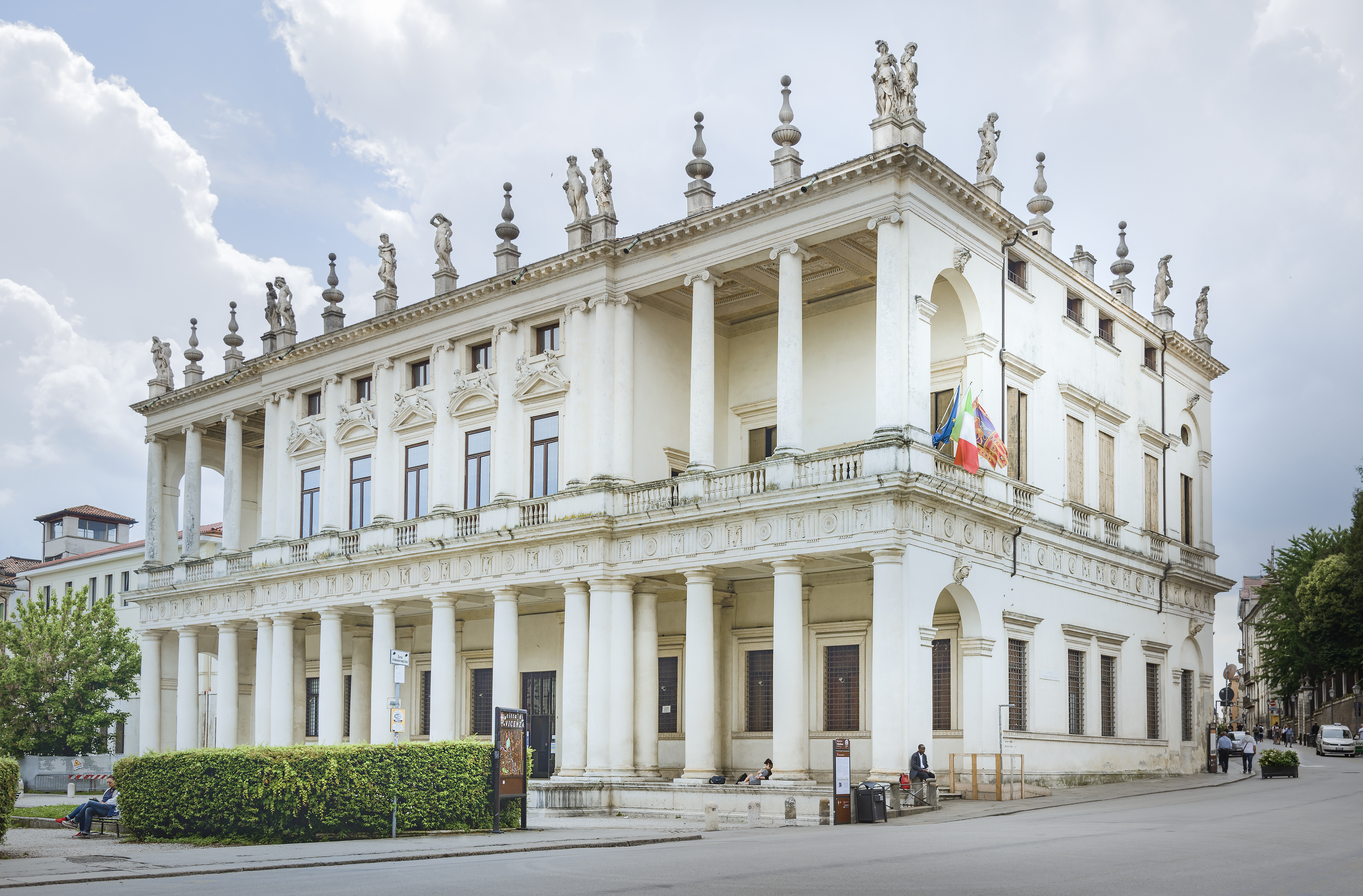
Palazzo Chiericati
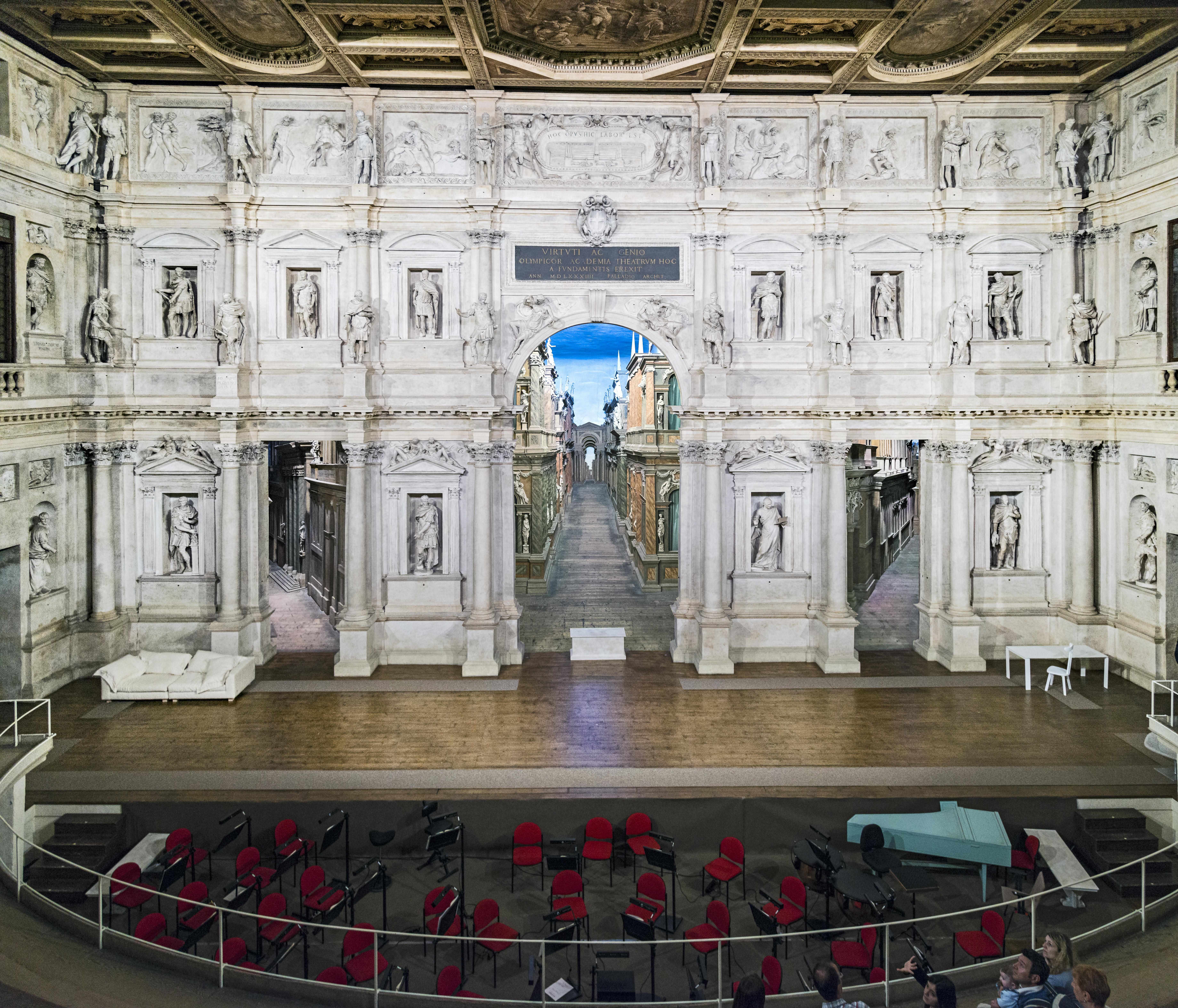
Teatro Olimpico
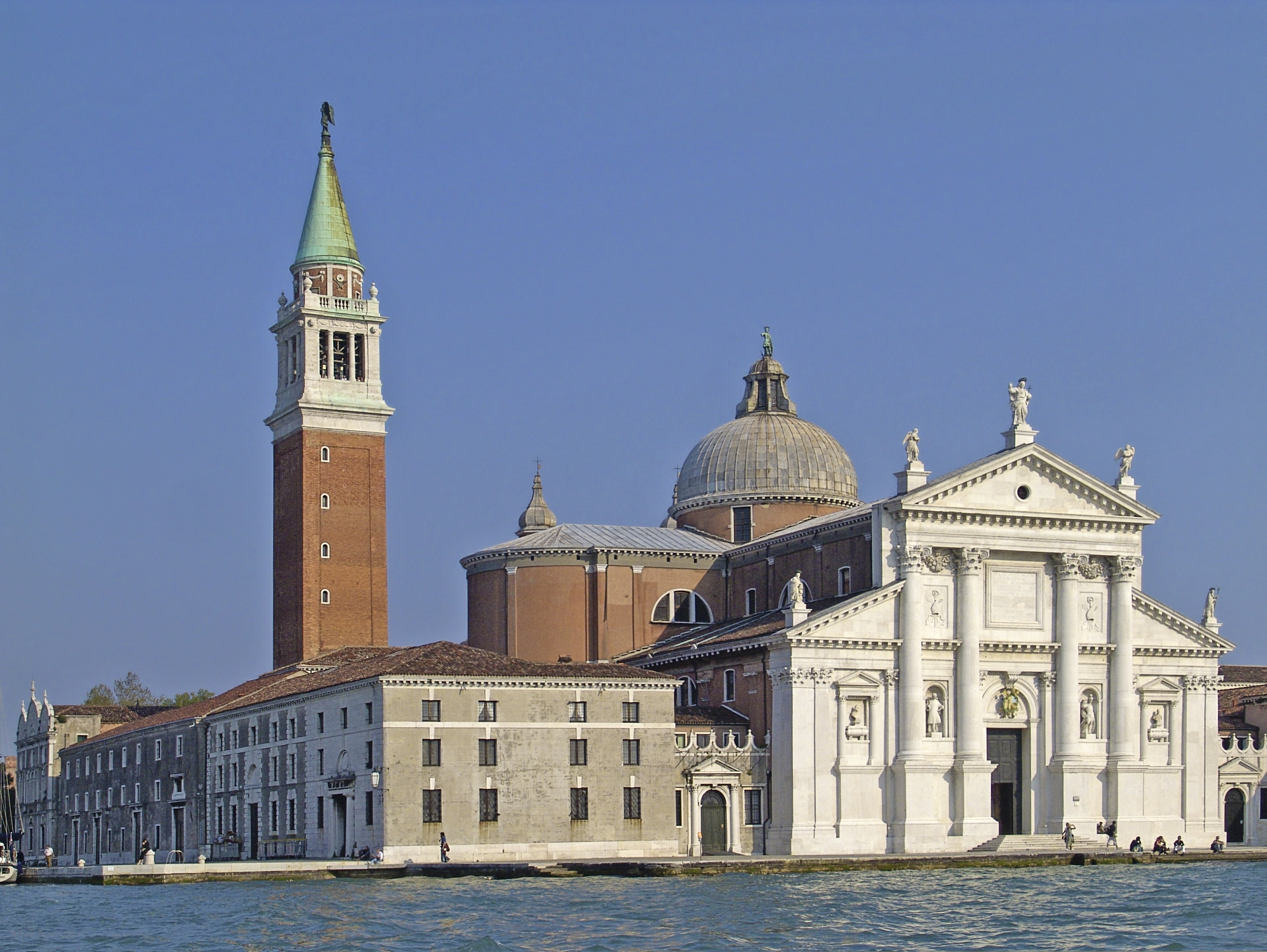
San Giorgio Maggiore